# Ekonomiska kalkyleringsproblemet
Det ekonomiska kalkyleringsproblemet (Engelska: Economic calculation problem, ECP) är en kritik av att använda central ekonomisk planering som ett substitut för marknadsbaserad allokering av produktionsfaktorerna. Det föreslogs först av Ludwig von Mises i hans artikel "Economic Calculation in the Socialist Commonwealth" från 1920 och utvecklades senare av Friedrich von Hayek.
I sin första artikel beskrev Mises prissystemets natur under kapitalismen och hur individuella subjektiva värderingar (samtidigt som han kritiserade andra värdeteorier) översätts till den objektiva information som är nödvändig för rationell resursfördelning i samhället. Han menade att central planering oundvikligen leder till en irrationell och ineffektiv resursfördelning. På börser återspeglar priserna utbud och efterfrågan på resurser, arbetskraft och produkter. I artikeln fokuserade Mises sin kritik på bristerna i socialiseringen av kapitalvaror, men han fortsatte senare med att utveckla olika former av socialism i sin bok Socialism. Han nämnde kort problemet i den tredje boken av Human Action: a Treatise on Economics, där han också utvecklade de olika typerna av socialism, nämligen "Hindenburg"- och "Lenin" -modellerna, vilka han ansåg vara fundamentalt bristfälliga trots deras ideologiska skillnader.
Mises och Hayek hävdade att ekonomisk beräkning endast är möjlig genom information som tillhandahålls genom marknadspriser och att centralistiska allokeringsmetoder saknar metoder för att rationellt allokera resurser. Mises analys fokuserade på pristeori medan Hayek valde en mer fjädrad analys av information och entreprenörskap. Debatten rasade under 1920- och 1930-talen och den specifika perioden av debatten har kommit att bli känd av ekonomiska historiker som den socialistiska kalkyldebatten. Mises inledande kritik fick flera reaktioner och ledde till uppfattningen om trial-and-error-marknadssocialism, framför allt Lange-Lerner-satsen.
I sin artikel från 1920 hävdade Mises att prissättningssystemen i statssocialistiska ekonomier oundvikligen var bristfälliga eftersom om en offentlig enhet ägde alla produktionsmedel kunde inga rationella priser erhållas för kapitalvaror eftersom de bara var interna överföringar av varor och inte "bytesobjekt", till skillnad från slutliga varor. Därför var de prislösa och systemet skulle med nödvändighet vara irrationellt eftersom de centrala planerarna inte skulle veta hur de skulle fördela de tillgängliga resurserna effektivt. Han skrev att "rationell ekonomisk aktivitet är omöjlig i ett socialistiskt samvälde". Mises utvecklade sin kritik av socialismen mer fullständigt i sin bok Socialism från 1922 och hävdade att marknadsprissystemet är ett uttryck för praxeologi och inte kan replikeras av någon form av byråkrati.
Bland anmärkningsvärda kritiker av både Mises ursprungliga argument och Hayeks nyare förslag finns den anarkokapitalistiske ekonomen Bryan Caplan, dataprogrammeraren och marxisten Paul Cockshott, samt andra kommunister.

## Teori

### Ämne
Det ekonomiska beräkningsproblemet tillämpas främst på centralt planerade ekonomier. Mises hade använt Economic Calculation in the Socialist Commonwealth för att motargumentera Otto Neuraths uttalanden om centralplaneringens genomförbarhet, åberopat "det högsta ekonomiska rådet" och likställt socialism med "ett samhälle där produktionsmedlen är statligt kontrollerade".
Detta, i kombination med hans konsekventa omnämnande av nationalisering vid sidan av socialisering, skulle göra det ekonomiska beräkningsproblemet till ett som enbart rör ett administrativt befälssystem.

### Jämförelse av heterogena varor
Eftersom kapitalvaror och arbetskraft är mycket heterogena (dvs. de har olika egenskaper som rör fysisk produktivitet) kräver ekonomisk beräkning en gemensam jämförelsegrund för alla former av kapital och arbetskraft.
Som ett bytesmedel gör pengar det möjligt för köpare att jämföra kostnaderna för varor utan att ha kännedom om deras underliggande faktorer; konsumenten kan helt enkelt fokusera på sitt personliga kostnads-nyttobeslut. Därför sägs prissystemet främja ekonomiskt effektiv resursanvändning av aktörer som kanske inte har explicit kunskap om alla produktions- eller utbudsförhållanden. Detta kallas prisernas signalfunktion såväl som ransoneringsfunktionen som förhindrar överanvändning av resurser.
Utan marknadsprocessen för att uppfylla sådana jämförelser säger kritiker av icke-marknadssocialism att den saknar allt sätt att jämföra olika varor och tjänster och skulle behöva förlita sig på beräkning in natura. De resulterande besluten, hävdas det, skulle därför fattas utan tillräcklig kunskap för att anses rationella.

### Att relatera nytta till kapital- och konsumtionsvaror
Den gemensamma grunden för jämförelse av kapitalvaror måste också vara kopplad till konsumenternas välfärd. Den måste också kunna jämföra den önskade avvägningen mellan nuvarande konsumtion och fördröjd konsumtion (för större avkastning senare) via investeringar i kapitalvaror. Användningen av pengar som bytesmedel och räkneenhet är nödvändig för att lösa de två första problemen inom ekonomisk beräkning. Mises (1912) tillämpade marginalnytteteorin som utvecklats av Carl Menger på pengar.
Marginella konsumtionsutgifter representerar den marginalnytta eller ytterligare konsumentnöjdhet som konsumenterna förväntar sig när de spenderar pengar. Detta liknar den ekvimarginala principen som utvecklats av Alfred Marshall. Konsumenter utjämnar marginalnyttan (mängden tillfredsställelse) till den sista dollarn som spenderas på varje vara. Således fastställer utbytet av konsumtionsvaror priser som representerar konsumenternas marginalnytta och pengar är representativt för konsumentnöjdhet.
Om pengar också spenderas på kapitalvaror och arbetskraft, då är det möjligt att göra jämförelser mellan kapitalvaror och konsumtionsvaror. Utbytet av konsumtions- och kapital-/arbetsvaror innebär inte att kapitalvaror värderas korrekt, bara att det är möjligt att värderingar av kapitalvaror görs. Dessa är grundläggande element i ekonomisk kalkyl, nämligen att den kräver användning av pengar för alla varor. Detta är ett nödvändigt, men inte ett tillräckligt villkor för framgångsrik ekonomisk beräkning. Utan en prismekanism, menar Mises, saknar socialismen möjligheten att relatera konsumentnöjdhet till ekonomisk aktivitet. Prisernas incitamentsfunktion gör att diffusa intressen, liksom varje hushålls intressen i billiga skor av hög kvalitet, kan konkurrera mellan köpare med skomakarnas koncentrerade intressen i dyra skor av dålig kvalitet. Utan den skulle en expertpanel som inrättats för att "rationalisera produktionen", troligen nära kopplad till skomakarna för expertis, tendera att stödja skomakarnas intressen i en "konspiration mot allmänheten". Men om detta händer alla branscher skulle alla få det sämre än om de hade utsatts för den hårda konkurrensen på marknaden. Det senare tvingar producenterna att producera överlägsna produkter till lämpliga priser för att tillfredsställa sina konsumenter.
Mises teori om pengar och beräkning står i direkt konflikt med den marxistiska arbetsvärdeteorin. Marxistisk teori möjliggör möjligheten att arbetsinnehåll kan fungera som ett vanligt sätt att värdera kapitalvaror, en ståndpunkt som nu är missnöjd hos ekonomer efter framgången med teorin om marginalnytta.

### Entreprenörskap
Det tredje villkoret för ekonomisk kalkyl är förekomsten av genuint entreprenörskap och marknadsrivalitet.
Enligt Israel Kirzner (1973) och Don Lavoie (1985) skördar entreprenörer vinster genom att tillgodose ouppfyllda behov på alla marknader. Således bringar entreprenörskap priserna närmare marginalkostnaderna. Anpassningen av priserna på marknader mot jämvikt (där utbud och efterfrågan är lika) ger dem större utilitaristisk betydelse. Entreprenörers aktiviteter gör priserna mer exakta när det gäller hur de representerar konsumenternas marginalnytta. Priserna fungerar som vägledning för produktionsplaneringen. De som planerar produktionen använder priser för att bestämma vilka produktionslinjer som ska utökas eller begränsas.
Entreprenörer saknar vinstmotivet att ta risker under socialismen och är därför mycket mindre benägna att försöka tillgodose konsumenternas efterfrågan. Utan ett prissystem som matchar konsumentnytta med incitament för produktion, eller ens anger dessa nyttigheter "utan att tillhandahålla incitament", är det mycket mindre sannolikt att statliga planerare investerar i nya idéer för att tillfredsställa konsumenternas önskemål. Entreprenörer skulle också sakna förmågan att spara pengar i produktionsprocessen, vilket skulle få konsekvenser för konsumenterna.

### Sammanhängande planering
Det fjärde villkoret för framgångsrik ekonomisk kalkyl är plansamordning mellan dem som planerar produktionen. Problemet med att planera produktionen är det kunskapsproblem som förklaras av Hayek (1937, 1945), men som först nämnts och illustrerats av hans mentor Mises i Socialism (1922), inte att förväxla med Socialism: An Economic and Sociological Analysis (1951). Planeringen kan antingen ske decentraliserat, vilket kräver någon mekanism för att göra de enskilda planerna sammanhängande, eller centralt, vilket kräver mycket information.
Inom kapitalismen består den övergripande produktionsplanen av individuella planer bland kapitalister i stora och små företag. Eftersom kapitalister köper arbetskraft och kapital ur samma gemensamma pool av tillgänglig men knapp arbetskraft och kapital, är det viktigt att deras planer passar ihop på ett åtminstone delvis sammanhängande sätt. Hayek (1937) definierade en effektiv planeringsprocess som en process där alla beslutsfattare utformar planer som innehåller relevant data från andras planer. Entreprenörer får in data om planerna från andra genom prissystemet. Prissystemet är ett oumbärligt kommunikationsnätverk för plansamordning mellan entreprenörer. Prisökningar och prissänkningar informerar företagare om den allmänna ekonomiska situationen, som de måste anpassa sina egna planer till.
När det gäller socialismen insisterade Mises (1944) och Hayek (1937) på att byråkrater i enskilda ministerier inte kunde samordna sina planer utan ett prissystem på grund av problemet med lokal kunskap. Motståndarna menade att en ekonomi i princip kan ses som en uppsättning ekvationer. Med hjälp av information om tillgängliga resurser och människors preferenser borde det således vara möjligt att beräkna en optimal lösning för resursfördelning. Friedrich von Hayek svarade att ekvationssystemet krävde för mycket information som inte skulle vara lättillgänglig, och de efterföljande beräkningarna skulle bli för svåra. Detta beror delvis på att individer besitter användbar kunskap men inte inser dess betydelse, kanske inte har något incitament att förmedla informationen, eller kan ha incitament att förmedla falsk information om sina preferenser. Han hävdade att den enda rationella lösningen är att utnyttja all den spridda kunskapen på marknaden genom att använda prissignaler. De tidiga debatterna fördes innan de mycket större beräkningsförmågorna hos moderna datorer blev tillgängliga, men också innan forskningen om kaosteorin började. På 1980-talet hävdade Alexander Nove att beräkningarna skulle ta miljontals år även med de bästa datorerna. Det kan vara omöjligt att göra långsiktiga förutsägelser för ett mycket komplext system som en ekonomi.
Hayek (1935, 1937, 1940, 1945) betonade kunskapsproblemet med central planering, delvis för att decentraliserad socialism verkade oförsvarbar. En del av anledningen till att Hayek betonade kunskapsproblemet var också att han huvudsakligen var intresserad av att debattera förslaget om marknadssocialism och Lange-modellen av Oskar R. Lange (1938) och Hayeks student Abba Lerner (1934, 1937, 1938) som utvecklades som svar på beräkningsargumentet. Lange och Lerner medgav att priser var nödvändiga i socialismen. Lange och Lerner trodde att socialistiska tjänstemän kunde simulera vissa marknader (främst spotmarknader) och att simuleringen av spotmarknader räckte för att göra socialismen någorlunda effektiv. Lange hävdade att priser enbart kan ses som en redovisningspraxis. I princip hävdar marknadssocialister att socialistiska chefer för statliga företag skulle kunna använda ett prissystem som ett redovisningssystem för att minimera kostnader och förmedla information till andra chefer. Även om detta kan behandla befintliga varulager, vilket ger en grund för värden, behandlar det inte investeringar i nya kapitalstockar. Hayek svarade med att argumentera för att simuleringen av marknader inom socialismen skulle misslyckas på grund av brist på genuin konkurrens och entreprenörskap. Centrala planerare skulle fortfarande behöva planera produktionen utan hjälp av ekonomiskt meningsfulla priser. Lange och Lerner medgav också att socialismen skulle sakna all simulering av finansmarknaderna, och att detta skulle orsaka problem vid planering av kapitalinvesteringar.
Hayeks argumentation handlar dock inte bara om beräkningskomplexitet för de centrala planerarna. Han menar vidare att mycket av den information som individer har inte kan samlas in eller användas av andra. För det första kan individer ha ingen eller liten incitament att dela sin information med centrala eller till och med lokala planerare. För det andra kanske individen inte är medveten om att hen har värdefull information; och när hen väl blir medveten är den bara användbar under en begränsad tid, för kort för att den ska kunna kommuniceras till de centrala eller lokala planerarna. För det tredje är informationen värdelös för andra individer om den inte är i en form som möjliggör meningsfulla värdejämförelser (dvs. penningpriser som en vanlig jämförelsegrund). Därför, menar Hayek, måste individer förvärva data genom priser på verkliga marknader.

### Finansmarknaderna
Det femte villkoret för framgångsrik ekonomisk kalkylering är förekomsten av välfungerande finansmarknader. Ekonomisk effektivitet beror i hög grad på att undvika fel i kapitalinvesteringar. Kostnaderna för att återställa fel i kapitalinvesteringar är potentiellt stora. Det här handlar inte bara om att omorganisera eller konvertera kapitalvaror som visar sig vara av liten nytta. Den tid som går åt till att omkonfigurera produktionsstrukturen är tid som går förlorad i produktionen av konsumtionsvaror. De som planerar kapitalinvesteringar måste förutse framtida trender i konsumenternas efterfrågan om de ska undvika att investera för mycket i vissa produktionslinjer och för lite i andra.
Kapitalister planerar produktion för vinst. Kapitalister använder priser för att skapa förväntningar som avgör sammansättningen av kapitalackumuleringen, investeringsmönstret inom industrin. De som investerar i enlighet med konsumenternas önskemål belönas med vinster, de som inte gör det tvingas bli effektivare eller gå i konkurs.
Priser på terminsmarknader spelar en särskild roll i ekonomisk kalkyl. Terminsmarknader utvecklar priser på råvaror i framtida tidsperioder. Det är på terminsmarknader som entreprenörer utarbetar produktionsplaner baserat på sina förväntningar. Terminsmarknader är en länk mellan entreprenöriella investeringsbeslut och hushållens konsumentbeslut. Eftersom de flesta varor inte explicit handlas på terminsmarknader behövs ersättningsmarknader. Aktiemarknaden fungerar som en "kontinuerlig terminsmarknad" som utvärderar entreprenöriella produktionsplaner (Lachmann 1978). Generellt sett löses problemet med ekonomisk beräkning på finansmarknaderna, vilket Mises argumenterade för:
| ” | Problemet med ekonomisk kalkyl uppstår i en ekonomi som ständigt förändras [...]. För att lösa sådana problem är det framför allt nödvändigt att kapital tas ut från särskilda företag och används i andra produktionslinjer [...]. [Detta] är i huvudsak en fråga för kapitalisterna som köper och säljer aktier och andelar, som ger lån och återkräver dem, som spekulerar i alla möjliga varor. | „ |

Förekomsten av finansmarknader är en nödvändig förutsättning för ekonomisk kalkyl. Förekomsten av finansmarknader i sig innebär inte automatiskt att entreprenöriell spekulation tenderar mot effektivitet. Mises hävdade att spekulation på finansmarknaderna tenderar mot effektivitet på grund av en "trial and error"-process. Entreprenörer som begår relativt stora investeringsfel slösar sina pengar på att utöka vissa produktionslinjer på bekostnad av andra mer lönsamma företag där konsumenternas efterfrågan är högre. De entreprenörer som begår de värsta misstagen genom att bilda sig de minst exakta förväntningarna om framtida konsumentkrav ådrar sig ekonomiska förluster. Ekonomiska förluster avlägsnar dessa odugliga entreprenörer från maktpositioner inom industrin.
Entreprenörer som begår mindre misstag genom att förutse konsumenternas efterfrågan mer korrekt uppnår större ekonomisk framgång. De entreprenörer som bildar sig de mest korrekta uppfattningarna om marknadens framtida tillstånd (dvs. nya trender i konsumenternas efterfrågan) tjänar de högsta vinsterna och får större kontroll över branschen. De entreprenörer som förutser framtida marknadstrender slösar därför minst realkapital och hittar de mest gynnsamma villkoren för finansiering på marknader för finansiellt kapital. Minimalt slöseri med reala kapitalvaror innebär minimering av alternativkostnaderna för kapitalets ekonomiska beräkning. Värdet på kapitalvaror anpassas till värdet på framtida konsumtionsvaror genom konkurrens på finansmarknaderna, eftersom konkurrens om vinster mellan kapitalistiska finansiärer belönar entreprenörer som värderar kapital mer korrekt (dvs. förutser framtida priser mer korrekt) och eliminerar kapitalister som värderar kapital minst korrekt. Sammanfattningsvis kan man säga att användningen av pengar för handel med alla varor (kapital/arbetskraft och konsumentvaror) på alla marknader (spot- och finansmarknader) i kombination med vinstdrivet entreprenörskap och darwinistiskt naturligt urval på finansmarknaderna, allt bidrar till att rationell ekonomisk beräkning och allokering blir resultatet av den kapitalistiska processen.
Mises insisterade på att socialistisk kalkylering är omöjlig eftersom socialismen utesluter utbyte av kapitalvaror i form av ett allmänt accepterat bytesmedel, eller pengar. Investeringar på finansmarknaderna bestämmer kapitalstrukturen i den moderna industrin med en viss grad av effektivitet. Socialismens jämlikhet förbjuder spekulation på finansmarknaderna. Därför drog Mises slutsatsen att socialismen saknar någon tydlig tendens till förbättring av industrins kapitalstruktur.

## Exempel
Mises gav exemplet med att välja mellan att producera vin eller olja inom en centralt planerad ekonomi och framförde följande poäng:
| ” | Det kommer att vara uppenbart, även i det socialistiska samhället, att 1 000 hektoliter vin är bättre än 800, och det är inte svårt att avgöra om man önskar 1 000 hektoliter vin snarare än 500 hektoliter olja. Det behövs inget beräkningssystem för att fastställa detta faktum: det avgörande elementet är de inblandade ekonomiska subjektens vilja. Men när detta beslut väl har fattats, börjar den verkliga uppgiften med rationell ekonomisk ledning först, d.v.s. ekonomiskt, att ställa medlen i syfte att tjäna målet. Det kan bara göras med någon form av ekonomisk beräkning. Det mänskliga sinnet kan inte orientera sig ordentligt bland den förvirrande massan av mellanprodukter och produktionsmöjligheter utan sådan hjälp. Det skulle helt enkelt stå förbryllat inför problemen med ledning och lokalisering. | „ |

Sådana mellanprodukter skulle innefatta mark, lagerhållning, flaskor, fat, olja, transport etc. Dessa saker skulle inte bara behöva monteras, utan de skulle också behöva konkurrera med uppnåendet av andra ekonomiska mål. Utan prissättning av kapitalvaror är det i huvudsak, menar Mises, omöjligt att veta hur de ska använda dem rationellt/effektivt. Och eftersom avsaknaden av prissättning kräver en tidigare avsaknad av en aktuell bytesstandard, blir investeringar särskilt omöjliga. Med andra ord,  De potentiella framtida resultaten kan inte mätas med någon nuvarande standard, än mindre en monetär sådan som krävs för ekonomisk beräkning. Likaså kan det värde konsumenter har för nuvarande konsumtion jämfört med framtida konsumtion inte uttryckas, kvantifieras eller implementeras. 

## Genomförande av centrala planeringsbeslut
I Vägen till träldom menar Hayek också att den centrala administrativa resursallokeringen, som ofta måste ta resurser och makt från underordnade ledare och grupper, nödvändigtvis kräver och därför väljer hänsynslösa ledare och det fortsatt starka hotet om tvång och bestraffning för att planerna ska kunna genomföras någorlunda effektivt. Detta, i kombination med den centrala planeringens misslyckanden, leder långsamt socialismen mot en förtryckande diktatur. John Jewkes gjorde samtidigt en liknande analys i Ordeal by Planning.
Centralplanering kritiserades också av socialistiska ekonomer som Janos Kornai och Alexander Nove. Robin Cox har hävdat att argumentet om ekonomisk kalkyl endast kan motbevisas framgångsrikt om man antar att en penninglös socialistisk ekonomi i stor utsträckning spontant beställdes via ett självreglerande system för lagerkontroll som skulle göra det möjligt för beslutsfattare att fördela produktionsvaror baserat på deras relativa knapphet med hjälp av beräkning in natura. Detta var bara möjligt i en ekonomi där de flesta beslut var decentraliserade.

## Begränsningar och kritik

### Marknadernas effektivitet
Vissa akademiker och ekonomer hävdar att påståendet att en fri marknad är en effektiv, eller till och med den mest effektiva, metoden för resursfördelning är felaktigt. Alexander Nove menade att Mises "tenderar att förstöra hans argument genom det implicita antagandet att kapitalism och optimal resursallokering går hand i hand" i Mises "Ekonomisk beräkning i det socialistiska samväldet". Joan Robinson menade att många priser i modern kapitalism i praktiken är "administrerade priser" skapade av "kvasimonopol", vilket ifrågasätter sambandet mellan kapitalmarknader och rationell resursallokering.
Socialistiska marknadsavskaffandeförespråkare menar att även om förespråkare för kapitalismen och i synnerhet den österrikiska skolan erkänner att jämviktspriser inte existerar i verkligheten, hävdar de ändå att dessa priser kan användas som en rationell grund när så inte är fallet, och att marknaderna därför inte är effektiva. Robin Hahnel hävdade vidare att marknadsineffektiviteter, såsom externaliteter och överskott av utbud och efterfrågan, uppstår genom att köpare och säljare tanklöst maximerar sina rationella intressen, vilket fria marknader i sig inte avskräcker. Ändå berömde Hahnel den nuvarande politiken som förs av fria marknadskapitalistiska samhällen mot dessa ineffektiviteter (t.ex. Pigouvianska skatter, antitrustlagar etc.), så länge de beräknas korrekt och tillämpas konsekvent.
Milton Friedman höll med om att marknader med monopolistisk konkurrens inte är effektiva, men han menade att det är lätt att tvinga monopol att anta konkurrensbeteende genom att exponera dem för utländska rivaler. Ekonomiska liberaler och libertarianska kapitalister menar också att monopol och storföretag i allmänhet inte är resultatet av en fri marknad, eller att de aldrig uppstår ur en fri marknad; snarare säger de att sådan koncentration möjliggörs av statliga beviljande av franchiserätter eller privilegier. Med det sagt kan protektionistiska ekonomier teoretiskt sett fortfarande främja konkurrens så länge det finns ett starkt konsumentbyte. Joseph Schumpeter menade dessutom att ekonomiska framsteg, genom innovation och investeringar, ofta drivs av stora monopol.

### Jämvikt
Allin Cottrell, Paul Cockshott och Greg Michaelson hävdade att påståendet att det inte bara är svårt utan omöjligt för en central planerare att hitta en verklig ekonomisk jämvikt gäller lika väl för ett marknadssystem. Eftersom vilken universell Turingmaskin som helst kan göra vad vilken annan Turingmaskin som helst kan, har en central miniräknare i princip ingen fördel jämfört med ett system av spridda miniräknare, dvs. en marknad, eller vice versa.
I vissa ekonomiska modeller är det svårt att hitta en jämvikt, och att hitta en Arrow-Debreu-jämvikt är PPAD-komplett. Om marknaden kan hitta en jämvikt i polynomtid, kan ekvivalensen ovan användas för att bevisa att P = PPAD. Denna argumentation försöker således visa att varje påstående om omöjlighet nödvändigtvis måste innebära ett lokalt kunskapsproblem, eftersom planeringssystemet inte är mindre kapabelt än marknaden om det ges fullständig information.
Don Lavoie framför ett lokalkännedomsargument genom att ta denna implikation i omvänd ordning. Marknadssocialisterna påpekade den formella likheten mellan den neoklassiska modellen för Walrasiansk allmän jämvikt och den för marknadssocialism som helt enkelt ersätter den Walrasianska auktionsförrättaren med en planeringstavla. Enligt Lavoie betonar detta modellens brister. Genom att förlita sig på denna formella likhet måste marknadssocialisterna anta modellens förenklande antaganden. Modellen antar att olika typer av information ges till auktionsförrättaren eller planeringsnämnden. Om den inte samordnas av en kapitalmarknad finns dock denna information i en fundamentalt distribuerad form, vilket skulle vara svårt att utnyttja av planerarna. Om planerarna bestämde sig för att använda informationen, skulle den omedelbart bli inaktuell och relativt värdelös, såvida inte verkligheten på något sätt imiterade jämviktsmodellens oföränderliga monotoni. Existensen och användbarheten av denna information beror på dess skapande och placering inom en distribuerad identifieringsprocedur.

### Överdrivna påståenden
En kritik är att förespråkarna för teorin överdriver styrkan i sina argument genom att beskriva socialism som omöjlig snarare än ineffektiv. När han förklarar varför han inte är en ekonom från den österrikiska skolan, menar den anarkokapitalistiske ekonomen Bryan Caplan att även om det ekonomiska kalkylproblemet är ett problem för socialismen, förnekar han att Mises har visat att det är ödesdigert eller att det är just detta problem som ledde till att auktoritära socialistiska stater kollapsade. Caplan påpekar också problemets överdrift; enligt hans uppfattning lyckades inte Mises bevisa varför ekonomisk kalkylering gjorde den socialistiska ekonomin "omöjlig", och även om det fanns allvarliga tvivel om kostnads-nyttoanalysens effektivitet, finns det gott om andra argument (Caplan ger exemplet med incitamentsproblemet).

### Steady-state ekonomi
Joan Robinson menade att det i en steady-state skulle finnas ett effektivt överflöd av produktionsmedel och att marknader därför inte skulle behövas. Mises erkände en sådan teoretisk möjlighet i sin ursprungliga skrift när han sa följande: "Det statiska tillståndet kan göra sig av med ekonomisk beräkning. För här återkommer samma händelser i det ekonomiska livet ständigt; och om vi antar att den första dispositionen för den statiska socialistiska ekonomin följer på grundval av det slutliga tillståndet i den konkurrensutsatta ekonomin, skulle vi i alla fall kunna föreställa oss ett socialistiskt produktionssystem som är rationellt kontrollerat ur ekonomisk synvinkel." Han hävdade dock att stationära förhållanden aldrig råder i den verkliga världen. Förändringar i ekonomiska förhållanden är oundvikliga; och även om de inte vore det, skulle övergången till socialism bli så kaotisk att den från början utesluter existensen av ett sådant stabilt tillstånd.
Syftet med prismekanismen är att göra det möjligt för individer att inse alternativkostnaden för beslut. I ett tillstånd av överflöd finns ingen sådan kostnad, det vill säga att i situationer där man inte behöver spara pengar gäller inte ekonomi, t.ex. områden med rikligt med frisk luft och vatten. Otto Neurath och Hillel Ticktin menade att med detaljerad användning av real enhetsredovisning och efterfrågeundersökningar skulle en planekonomi kunna fungera utan en kapitalmarknad i en situation av överflöd.

### Användning av teknik
I Towards a New Socialism, i delarna 'Information and Economics: A Critique of Hayek' och 'Against Mises', argumenterar Paul Cockshott och Allin Cottrell för att användningen av beräkningsteknik numera förenklar ekonomiska beräkningar och möjliggör implementering och upprätthållande av planering. Len Brewster svarade på detta genom att argumentera för att Mot en ny socialism etablerar vad som i huvudsak är en annan form av marknadsekonomi, och framförde följande poäng:
| ” | En granskning av C&C:s Nya Socialism bekräftar Mises slutsats att rationell socialistisk planering är omöjlig. Det verkar som att för att ekonomiska planerare ska ha någon användbar data att vägleda dem av, måste en marknad dras in, och med den analogier till privat egendom, ojämlikhet och exploatering. | „ |

Som svar hävdade Cockshott att det ekonomiska systemet är tillräckligt långt ifrån en kapitalistisk fri marknadsekonomi för att inte räknas som en, och sa:
| ” | De som Hayek argumenterade emot, som Lange och Dickinson, tillät marknader för konsumtionsvaror, men detta ledde inte till att Hayek sa: Åh, ni argumenterar egentligen inte för socialism eftersom ni har medgett en marknad för konsumtionsvaror, det gjorde inte han, eftersom det fortfarande fanns stora politiska skillnader mellan honom och Lange även om Lange accepterade marknader för konsumtionsvaror. Det är således ett mycket svagt argument från Brewster att säga att det vi förespråkar egentligen inte är socialistisk kalkyl eftersom det på något sätt är kontaminerat av marknadspåverkan. | „ |

Leigh Phillips och Michal Rozworskis bok från 2019, The People's Republic of Walmart, argumenterar för att multinationella företag som Walmart och Amazon redan driver centralt planerade ekonomier på ett mer tekniskt sofistikerat sätt än Sovjetunionen, vilket bevisar att det ekonomiska kalkylproblemet är överkomligt. Det finns dock vissa invändningar mot denna uppfattning, nämligen hur ekonomisk planering och planerad ekonomi bör åtskillnaden. Båda innebär att formulera datadrivna ekonomiska mål, men det senare utesluter att det sker inom en fri marknadskontext och delegerar uppgiften till centraliserade organ.
Karras J. Lambert och Tate Fegley menar att artificiell intelligens, oavsett hur avancerade de är, inte kan ta på sig rollen som centrala planerare eftersom de inte uppfyller förutsättningarna för effektiv ekonomisk kalkylering. Detta inkluderar förmågan att omvandla producenters och konsumenters ordinära preferenser till motsvarande kardinalnyttavärden, som är tillgängliga och överenskomna, och att prognostisera framtida marknadsinteraktioner.
En anledning är hur de är beroende av stordata, som i sin tur helt baseras på tidigare information. Därför kan systemet inte dra några meningsfulla slutsatser om framtida konsumentpreferenser, vilka krävs för optimal prissättning. Detta kräver programmerarens ingripande, som högst sannolikt kommer att vara partisk i sina bedömningar. Även sättet på vilket ett system kan "förutsäga" konsumentpreferenser är också baserat på en programmerares kreativa partiskhet. De menar vidare att även om artificiell intelligens kan rangordna objekt som människor, skulle de fortfarande drabbas av samma problem med att inte kunna föreställa sig en prissättningsstruktur där meningsfulla prisberäkningar, med hjälp av en gemensam kardinal nyttoenhet, kan utformas. Lambert och Fegley erkänner dock att entreprenörer kan dra nytta av Big Datas prediktiva värde, förutsatt att informationen baseras på tidigare marknadspriser och att den används tillsammans med budgivning i fri marknadsanda.